# Nordforsk
Nordforsk är ett organ för finansiering av forskning, vilket är underställt Nordiska ministerrådet för utbildning och forskning med uppgift att finansiera sådana forskningsområden som de nordiska länderna har särskild styrka på.
Nordforsk grundades 2005 och fungerar som ett samarbetsorgan mellan nationella organisationer för forskningsfinansiering och organiserar samarbete inom forskning och forskarutbildning. Målet är att öka kvaliteten, verkan och effektiviteten för nordisk forskning och därmed bidra till att jobba för ett Norden som är världsledande inom forskning och innovation.
Nordforsk har ett sekretariat i Oslo med ungefär 18 anställda, i lokaler som delas med de associerade organen Nordic Innovation och Nordisk energiforskning. Chef för sekretariatet är (2022) Arne Flåøyen.